# هانا فاغنر
هانا فاغنر (بالإنجليزية: Hannah Wagner)‏ هي متسابقة ملكة الجمال أمريكية، ولدت في 4 سبتمبر 1995 في ويتشيتا في الولايات المتحدة.